# Exorista tamias
Exorista tamias là một loài ruồi trong họ Tachinidae.